# Cophanta funestalis
Cophanta funestalis là một loài bướm đêm trong họ Noctuidae.